# Christoffer Källqvist
Patrik Christoffer Källqvist, född 26 augusti 1983 i Biskopsgårdens församling i Göteborg, är en svensk tidigare fotbollsmålvakt som under hela sin karriär representerade BK Häcken.
Källqvist var på provspel i dåvarande Premier League-klubben Charlton Athletic. Han fick ett kontraktserbjudande ifrån dem men han tackade nej då han trodde att det skulle komma erbjudanden från större klubbar, vilket det inte gjorde.[källa behövs]

## Karriärstatistik
| Klubb     | Säsong                                                    | Inhemsk liga      | Inhemsk liga | Inhemsk liga | Nat. täv. | Nat. täv. | Internat. täv. | Internat. täv. | Totalt | Totalt |
| Klubb     | Säsong                                                    | Serie             | SM           | Mål          | SM        | Mål       | SM             | Mål            | SM     | Mål    |
| --------- | --------------------------------------------------------- | ----------------- | ------------ | ------------ | --------- | --------- | -------------- | -------------- | ------ | ------ |
| BK Häcken | 2000                                                      | Allsvenskan       | 2            | 0            | 0         | 0         | 0              | 0              | 2      | 0      |
| BK Häcken | 2001                                                      | Allsvenskan       | 11           | 0            | 0         | 0         | 0              | 0              | 11     | 0      |
| BK Häcken | 2002                                                      | Superettan        | 15           | 0            | 0         | 0         | 0              | 0              | 15     | 0      |
| BK Häcken | 2003                                                      | Superettan        | 7            | 0            | 0         | 0         | 0              | 0              | 7      | 0      |
| BK Häcken | 2004                                                      | Superettan        | 29           | 0            | 0         | 0         | 0              | 0              | 29     | 0      |
| BK Häcken | 2005                                                      | Allsvenskan       | 18           | 0            | 0         | 0         | 0              | 0              | 18     | 0      |
| BK Häcken | 2006                                                      | Allsvenskan       | 23           | 0            | 0         | 0         | 0              | 0              | 23     | 0      |
| BK Häcken | 2007                                                      | Superettan        | 13           | 0            | 0         | 0         | 2              | 0              | 15     | 0      |
| BK Häcken | 2008                                                      | Superettan        | 30           | 0            | 0         | 0         | 0              | 0              | 30     | 0      |
| BK Häcken | 2009                                                      | Allsvenskan       | 29           | 0            | 2         | 0         | 0              | 0              | 31     | 0      |
| BK Häcken | 2010                                                      | Allsvenskan       | 28           | 0            | 1         | 0         | 0              | 0              | 29     | 0      |
| BK Häcken | 2011                                                      | Allsvenskan       | 30           | 0            | 0         | 0         | 6              | 0              | 36     | 0      |
| BK Häcken | 2012                                                      | Allsvenskan       | 30           | 0            | 0         | 0         | 0              | 0              | 30     | 0      |
| BK Häcken | 2013                                                      | Allsvenskan       | 30           | 0            | 3         | 0         | 4              | 0              | 37     | 0      |
| BK Häcken | 2014                                                      | Allsvenskan       | 30           | 0            | 4         | 0         | 0              | 0              | 34     | 0      |
| BK Häcken | 2015                                                      | Allsvenskan       | 13           | 0            | 1         | 0         | 0              | 0              | 14     | 0      |
| BK Häcken | 2016                                                      | Allsvenskan       | 1            | 0            | 0         | 0         | 0              | 0              | 1      | 0      |
| BK Häcken | 2017                                                      | Allsvenskan       | 4            | 0            | 0         | 0         | 0              | 0              | 4      | 0      |
| BK Häcken | 2018                                                      | Allsvenskan       | 0            | 0            | 0         | 0         | 0              | 0              | 0      | 0      |
| BK Häcken | 2019                                                      | Allsvenskan       | 1            | 0            | 0         | 0         | 0              | 0              | 1      | 0      |
| BK Häcken | Totalt i klubblag                                         | Totalt i klubblag | 344          | 0            | 11        | 0         | 12             | 0              | 367    | 0      |
| BK Häcken | Antal matcher och mål är korrekt per den 19 november 2020 |                   |              |              |           |           |                |                |        |        |

## Meriter
BK Häcken
- Superettan: 2004
  - Tvåa: 2008
  - Trea: 2003

### Utmärkelser
- Superettans bästa målvakt: 2008